# Al Wadi al Jadid
El Wadi El Gedid Guvernement eller New Valley Guvernement er et enormt guvernement i Egypten (افظة الوادي الجديد, moˈħɑfzet elˈwæːdi lɡɪˈdiːdḥlah, Wādī al Jadīd). Det udgør den sydvestlige del af landet, i den sydlige del af Egypten Vestlige Ørken (en del af Sahara-ørkenen), mellem Nilen, det nordlige Sudan, og det sydøstlige Libyen.
Guvernementet består af omkring halvdelen af Egyptens areal, og er landets største og tyndest befolkede, og en af største landeunderafdelinger i verden. Hovedstaden er Kharga. Navnet New Valley Guvernement er opkaldt efter New Valley Project, som har til formål at kunstvande dele af den vestlige ørken.

## Kommunal inddeling
Guvernementet er opdelt i kommunale distrikter med en samlet estimeret befolkning pr. januar 2024 på 270.854 mennesker.  
| Enelsk navn | Lokalt navn         | Arabisk transliteration | Befolkning (januar 2023 Est.) |
| ----------- | ------------------- | ----------------------- | ----------------------------- |
| Kharga      | قسم الواحات الخارجة | Al-Wāḥāt al-Khārijah    | 104.683                       |
| Balat       | مركز بلاط           | Balāṭ                   | 13.025                        |
| Dakhla      | مركز الداخلة        | Al-Dākhlah              | 95.019                        |
| Farafra     | مركز الفرافرة       | Al-Farāfirah            | 37.509                        |
| Baris       | مركز باريس          | Bārīs                   | 14.767                        |

I et forsøg på at decentralisere administrationen af Kharga blev den opdelt i fire sektioner med virkning fra 19. juni 2018.

## Historie

### Egyptiske revolution 2011
Der blev rapporteret voldelige sammenstød i New Valley Guvernement den 8.-9. februar 2011 som en del af den Egyptiske revolution 2011. Demonstranter satte ild til politistationer og Det Nationale Demokratiske Partis bygning. Der blev rapporteret flere dødsfald ud over hundredvis af kvæstelser under påstande om, at politiet åbnede ild med skarp ammunition mod demonstranter i Kharga oasen.

### Farafra baghold 2014
Den 19. juli 2014 overfaldt uidentificerede bevæbnede mænd et ørkencheckpoint ved Farafraoasen i New Valley Guvernement. 22 grænsevagter blev dræbt i angrebet, som var et af de største siden det egyptiske statskup i juli 2013 af den egyptiske præsident Mohamed Mursi og det andet ved samme kontrolpost på mindre end tre måneder.